# Mohammed Nur
Mohammed Nur (2 de diciembre de 2002) es un futbolista nigeriano que juega en la demarcación de delantero para el El-Kanemi Warriors FC de la Liga Premier de Nigeria.

## Selección nacional
Hizo su debut con la selección de fútbol de Nigeria el 15 de enero de 2018 en un partido del Campeonato Africano de Naciones de 2018 contra Ruanda que finalizó con un resultado de empate a cero.

## Clubes
| Club                  | País    | Año    | Partidos | Goles |
| --------------------- | ------- | ------ | -------- | ----- |
| El-Kanemi Warriors FC | Nigeria | 2018 - |          |       |